# Hesh Rabkin
Herman « Hesh » Rabkin, interprété par Jerry Adler, est un personnage fictif de la série télévisée d'HBO Les Soprano. Il est un des conseillers et ami de Tony Soprano. 
Le personnage de Hesh Rabkin est un personnage inspiré de plusieurs personnes réelles. Il est inspiré par Morris Levy dit "Mo", le producteur et le fondateur de Roulette Records, qui avait des liens avec la mafia et qui possédait un haras de chevaux de course, Hy Weiss (un associé de Levy) et de Gaetano Vastola dit "Corky" qui était membre de la mafia du New Jersey et travaillait avec Roulette Records. 

## Biographie
Vieil associé et ami juif de la famille DiMeo, il n'est pas italien mais cela ne l'empêche pas de prendre part à diverses combines et à pouvoir compter le cas échéant sur le soutien de Tony. Cultivé et très expérimenté, il est aussi son conseiller informel.